# 동해소방서
동해소방서(東海消防署, Donghae Fire Station)는 강원특별자치도 동해시를 관할하는 강원특별자치도 소방본부 산하의 소방서이다. 소방서장은 소방정으로 보한다. 1980년 8월 1일 개서하였다.

## 연혁
- 1980년 8월 1일 : 개서

### 역대 서장
- 2020년 1월 2일 ~ : 소방정 김정희[4]

## 활동
동해시는 총 면적 18,001 ha 가운데 산림이 13,686 ha로 시면적의 76%를 차지하고 있다. 이에 따라 동해시는 동해소방서를 중심으로 산불 방지에 총력을 기울이고 있다. 동해소방서 관할의 화재 발생 건수는 2015년 122 건, 2016년 129 건이다. 동해소방서는 화재 예방과 진압 이외에도 119구조활동과 국민편익증진활동을 하고 있다.
동해시는 대표적인 여름철 관광지로 2014년 기준 약 8백만명 이상의 관광객이 방문하였다. 동해소방서는 너울성 파도에 휩쓸린 관광객을 구하는 등 조난 구조 활동을 벌이고 있다.

## 조직
| - 소방행정과 - 소방행정계 - 예산장비계 | - 방호구조과 - 방호조사계 - 예방계 - 구조구급계 | - 현장대응과 - 구급대 |

## 관할센터 및 관할구역
동해소방서는 4개의 119안전센터와 1개의 구조대, 1개의 지역대를 산하에 두고 있다.
| 명칭                 | 사진 | 주소           | 관할구역                       | 지역대        |
| -------------------- | ---- | -------------- | ------------------------------ | ------------- |
| 천곡119안전센터      |      | 천곡로 120     | 천곡동, 부곡동                 |               |
| 묵호119안전센터      |      | 일출로 29      | 동호동, 발한동, 묵호동, 망상동 |               |
| 북삼119안전센터      |      | 효자남길 33-10 | 북삼동, 삼화동                 | 삼화119지역대 |
| 북평119안전센터      |      | 공단1로 21     | 북평동, 송정동                 |               |
| 동해소방서 119구조대 |      | 천곡로 120     | 강원도 동해시 일원             |               |

## 의용소방대
동해소방서의 의용소방대는 4개대 152명으로 운영되고 있다.

## 사건사고
- 동해안 산불

## 같이 보기
- 대한민국 소방청
- 대한민국의 소방
- 강원특별자치도 소방본부